# Tripsacum lanceolatum
Tripsacum lanceolatum är en gräsart som beskrevs av Eugène Pierre Nicolas Fournier. Tripsacum lanceolatum ingår i släktet Tripsacum och familjen gräs. Inga underarter finns listade i Catalogue of Life.